# A Flowering Tree

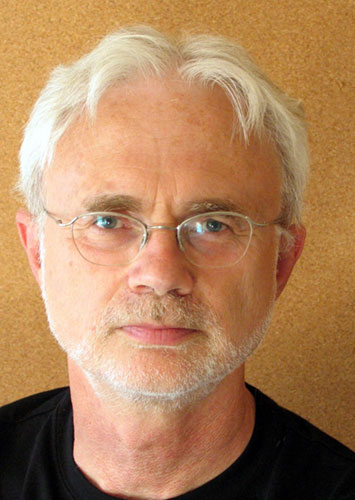
John Adams

A Flowering Tree är en opera i två akter med musik av John Adams och libretto av Adams and Peter Sellars. Operan var beställd av the New Crowned Hope Festival i Wien, the San Francisco Symphony, the Barbican Centre i London, the Lincoln Center for the Performing Arts i New York, och Berliner Philharmoniker.
Operan bygger på en gammal indisk folksaga med samma namn i översättning av Attipat Krishnaswami Ramanujan. Den påminner om Mozarts Trollflöjten; både operorna använde folksagor, i detta fall en från södra Indien i vilken "ett ungt par genomgår ritualer och prövningar för att finna kärlekens föränderliga kraft". Parallellen var avsiktlig från Adams sida då operan beställdes för att fira 250-årsdagen av Mozarts födelse. Den är skriven för en liten ensemble på tre sångare (baryton för berättaren, tenor för prinsen, och lyrisk sopran för Kamudha), en stor kör  (SATB), samt tre dansare.
Den hade premiär den 14 november 2006 i Museumsquartier Halle E i Wien med Eric Owens som berättaren, Russell Thomas som prinsen, Jessica Rivera som Kumudha, Orquesta Joven Camerata de Venezuela och Schola Cantorum de Venezuela, allt under ledning av John Adams i en produktion av  Peter Sellars i samarbete med New Crowned Hope.

## Uppförandehistorik
I februari 2005 regisserade James Darrah en ny uppsättning av A Flowering Tree för Opera Omaha dirigerad av Christopher Rountree.

## Handling
Den vackra Kumudha härstammar från fattig familj. Hon oroar sig för sin gamla och sjuka moder. Kumudha upptäcker att hon har den magiska förmågan att förvandla sig till ett blommande träd. Med hjälp av sina systrar förvandlar sig Kumudha till ett träd så att systrarna ska kunna samla och sälja blommorna från grenarna. Hennes systrar samlar in blommor och Kumudha återtar sin mänskliga gestalt. De säljer blommorna på marknaden och återvänder hem till modern som tar emot pengarna utan någon förklaring från döttrarna.
Kumudha och systrarna bestämmer sig åter för att sälja blommor och hon förvandlar sig till ett träd. Förvandlingen har bevittnats av en ung prins som gömt sig uppe i ett annat träd. Han bli både betagen i Kumudha och oroad av hennes magis och skönhet. Han beslutar sig för att gifta sig med Kumudha och väl hemma i palatset övertalar fadern att beordra Kumudha till palatset så han kan gifta sig med henne.
Efter bröllopet blir prinsen tyst och sur. Till Kumudhas stora förtvivlar går det flera nätter utan att de talar eller rör vid varandra. Tystnaden bryts slutligen då prinsen avslöjar att han vet om Kumudhas magiska förmåga och han begär att hon förvandlar sig för honom. Kumudha skäms men går till sist med på detta.
Under tiden har prinsens svartsjuka syster spionerat på Kumudha och prinsen åser hennes förvandling. När prinsen nästa dag lämnar palatset tvingar systern Kumudha att förvandla sig inför hennes rika vänner. Motvilligt gör Kumudha detta. Mitt under förvandlingen tappar emellertid prinsessan och hennes vänner intresset och lämnar salen. Genom att magin bröts fastnar Kumudha i förvandlingen och är varken människa eller träd.
Kumudha har blivit ett otäck varelse och hon kravlar ner i rännstenen där hon återfinns av några kringvandrande trubadurer.
När prinsen återvänder till palatset upptäcker han att Kumudha är försvunnen. När han inte kan hitta henne antar han att hans arrogans har drivit iväg henne. Han känner skuld och ånger och bestämmer sig för att bli en vandrande tiggare och aldrig säga ett ord mer för att straffa sig själv.
Efter flera år hamnar prinsen på en palatsgård i av avlägsen stad där hans syster råkar vara drottning. Han är sliten och så gott som omöjlig att känna igen, men drottningen känner igen sin bror och för honom in i palatset där hon badar och föder honom. Prinsen vill dock inte prata med henne och förblir kall.
På marknaden ser drottningens jungfru trubadurerna och hör vacker sång som kommer från en hemsk varelse utan vare sig händer eller fötter. De för detta missfoster till palatset i tron att den vackra sången ska röra prinsens känslor. Utan att veta att varelsen är Kumudha ger drottningen order att bada och smörja in henne samt föra henne till prinsens säng.
Ensamma känner Kumudha och prinsen igen varandra. De övermannas först av sorg och sedan av lycka. Han tar två vattenkrukor och utför en gammal ritual. Kumudha återfår sin mänskliga gestalt.

## Orkesterbesättning
Partituret består av piccolaflöjt, två flöjter, två oboer, två engelska horn, sopranblockflöjt, altblockflöjt,  två klarinetter, basklarinett, fagott, kontrafagott, fyra valthorn, två trumpeter, tre tromboner, pukor, två trummor, harpa, celesta och stråkar.

## Inspelningar
- A Flowering Tree med London Symphony Orchestra, Schola Cantorum de Venezuela och dirigerar av John Adams. Med Eric Owens som berättaren, Russell Thomas som prinsen och Jessica Rivera som Kumudha. Inspelad 2007 och släppt 2008 på Nonesuch Records.[3]